# ددت

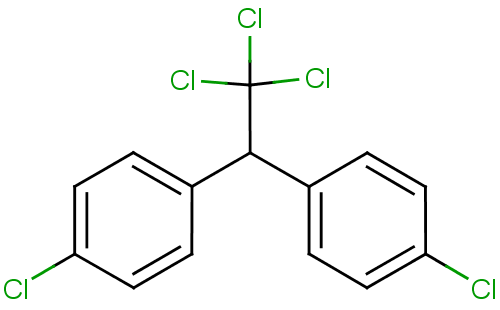
ساختار شیمیایی ددت

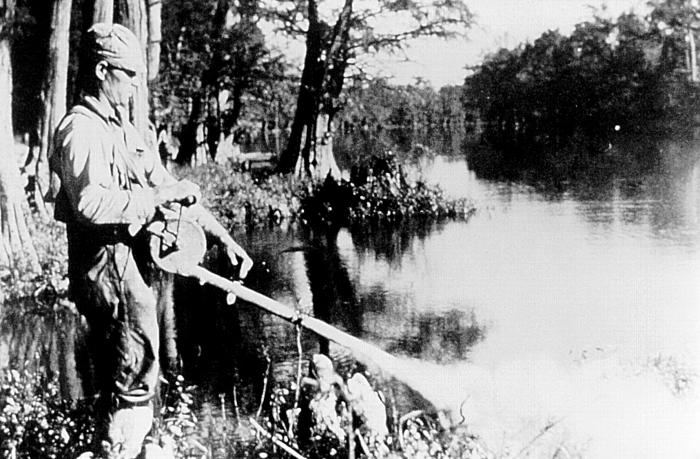
در سال ۱۹۵۸ برنامه ریشه کنی مالاریای ایالات متحده برای مقابله با پشه‌ها در سطح وسیع از ددت استفاده می‌کرد

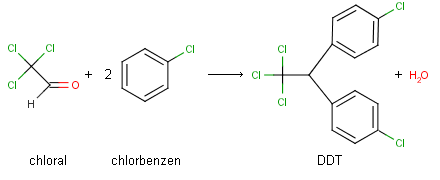
فرایند شیمیایی که منجر به تولید ددت می‌شود

دی‌کلرو دی‌فنیل تری‌کلرواتان یا ددت (به انگلیسی: DDT)، به عنوان معروفترین عامل شیمیایی دفع آفات همیشه مطرح بوده‌است. این ماده برای اولین بار در سال ۱۸۷۴ توسط یک دانشجوی آلمانی رشته شیمی به نام اتمر زیدلر (انگلیسی: Othmer Zeidler)، که آن را جهت پروژهٔ پایان‌نامهٔ دکترای خود انتخاب کرده بود، کشف شد. امّا تا سال ۱۹۳۹ خواص حشره کشی آن کشف نشد، تا اینکه دانشمندی به نام پل هرمان مولر (انگلیسی: Paul Hermann Müller) در سوییس متوجه اثرات ددت روی بندپایان شد و آن خواص را کشف کرد. این شیمی‌دان برای همین کشف در سال ۱۹۴۸ جایزه نوبل در فیزیولوژی و پزشکی را برای خود تصاحب کرد.
کشف ددت اتفاقاً با جنگ جهانی دوم همزمان شد. ارتش‌های مختلفی در جریان جنگ جهانی دوم (WWII) برای مبارزه با تیفوس که توسط شپش منتقل می‌شود، مجهز به این ماده شدند. ددت در پایان جنگ جهانی دوم، زمانی که خاصیت مؤثر آن در برابر پشه‌های ناقل انگل مالاریا به وسیله دانشمندان بریتانیایی، ایتالیایی و آمریکایی مشخص شد،به کار گرفته شد. در سال ۱۹۵۵ برنامه‌ای برای مبارزهٔ جهانی علیه مالاریا به اجرا گذاشته شد و میزان مرگ و میر از ۱۹۲ تن در یکصدهزار نفر به ۷ تن در همان شمار رسید.
اما کم کم آثار مخرب این سم در طبیعت آشکار شد. یکی از اولین نشانه‌های آن تأثیرات منفی بود که روی پرندگان گذاشت. این ماده قبل از آشکار شدن ایرادات آن، به دلیل هزینهٔ تولید بسیار پایین و اثرات خوبی که روی آفات می‌گذاشت مورد توجه واقع شده‌بود.
در ایران مصرف ددت رو به فزونی بود و کشاورزان و مراکز بهداشتی از آن استفادهٔ زیادی می‌کردند. سرانجام در سال ۱۹۶۲ «راشل کارسون» در قالب یک کتاب، مضرات مصرف بی‌رویهٔ سموم را گوشزد کرد. این کتاب را می‌توان نقطه عطفی در تاریخ مصرف سموم دانست و باعث شد که مصرف ددت به تدریج از سال ۱۹۷۰ در بسیاری از کشورها ممنوع شود. دلیل اثرات مخرب ددت این است که این ماده در آب انحلال پذیری ناچیزی دارد ولی در عوض در بافت چربی ذخیره می‌شود. کم حل شدن در آب باعث می‌شود میزان سمی که وارد بدن جاندار می‌شود، به وسیلهٔ آب دفع نگردد، به تدریج در بدن جمع شود و اثرات ناگوار خود را برجای گذارد. این سم در زنجیره غذایی منتقل می‌شود و بر حلقه‌های بعدی این زنجیره اثر می‌گذارد.
ددت روی سیستم عصبی جانداران تأثیر می‌گذارد و فعالیت‌های عادی عصبی را مختل می‌کند. این سم باعث تخلیهٔ پیاپی سیستم عصبی می‌شود. این اختلال در صورت ادامه پیدا کردن می‌تواند منجر به مرگ شود.